# Hang Golondrinas
Hang Golondrinas, còn gọi là hang én (tiếng Tây Ban Nha: Sótano de las Golondrinas), là một hang lộ thiên ở khu tự quản Aquismón, San Luis Potosí, Mexico. Miệng elip, trên một sườn dốc của núi đá vôi, rộng [2] 49 62 m và được cắt xén xung quanh tất cả các chu vi của nó, mở rộng đến một động khoảng 303 135 mét. Sàn của hang là một hố sụt 333 mét từ phía thấp nhất của cửa hang, với hố sụt 370 mét từ phía cao nhất, khiến nó trục hang được biết đến lớn nhất thế giới, hố sâu nhất thứ hai ở Mexico và có lẽ sâu thứ 11 sâu nhất thế giới.

## Lịch sử
Hang động đã được những người Huastec địa phương biết đến từ thời cổ đại. Các tài liệu đầu tiên vào ngày 27 tháng 12 năm 1966 của T. R. Evans, Charles Borland và Randy Sterns.

## Địa chất
Các hang động được hình thành trong El Abra và Tamabra hình thành, đá vôi của Trung Cretaceous tuổi. Speleogenesis của hang động vẫn chưa được biết đầy đủ nhưng là một kết quả của việc mở rộng solutional cùng một vết nứt dọc, phì vadose tiếp theo.

## Từ nguyên
Tên tiếng Tây Ban Nha của hang động Sótano de las Golondrinas có nghĩa là tầng hầm của chim én, do nhiều loài chim sống trong các lỗ trên vách hang. Đây là những chủ yếu là yến cổ trắng (vencejos trong tiếng Tây Ban Nha) và vẹt đuôi dài xanh lá cây (Quila periquillo).
Mỗi buổi sáng, đàn chim thoát khỏi hang bằng cách bay trong vòng tròn, tăng chiều cao cho đến khi bay đến miệng hang. Vào các buổi tối một đàn lớn của yến khoanh tròn các cửa hang và khoảng một lần mỗi phút, một nhóm có lẽ năm mươi con lao thẳng vào miệng hang và liệng xuống cho đến khi đến tổ. Cảnh tượng chim én ra vào cửa hang thu hút du khách..

## Mô tả
Nhiệt độ ở các hang động này là thấp. Thực vật phát triển dày đặc ở miệng, Tầng hang động được bao phủ bởi một lớp dày của các mảnh vỡ và phân chim trên đó "rết, côn trùng, rắn, bò cạp" sống. Từ tầng ở dưới cùng của trục có một loạt các hố hẹp được gọi là kẽ hở, tổng cộng khoảng 140 m, trong đó tập tổng chiều sâu của hang động để 515 m.